# Tabanus nigriventris
Tabanus nigriventris är en tvåvingeart som beskrevs av Macquart 1846. Tabanus nigriventris ingår i släktet Tabanus och familjen bromsar. Inga underarter finns listade i Catalogue of Life.